# Европейски път E01
Европейски път E01 е автомобилен маршрут в Европа, от Ларн, Северна Ирландия до Севиля, Испания. Маршрутът преминава по територията на Великобритания, Ирландия, Португалия и Испания.
Трасето пресича морето между Росларе в Ирландия и Ферол в Испания, но фериботи между двата града няма.

## Северна Ирландия
Както и всички останали европейски пътища в Обединеното кралство, Е01 не е обозначен със знаци в Северна Ирландия. Трасето започва в Ларн, графство Антрим, като път А8. В краткия участък на А8 в Нютаунаби, трасето е магистрала и е обозначено като такава със знаци A8(M). Тази магистрала се включва в доста по-дългия ирландски маршрут M2 до Белфаст. В Белфаст трасето преминава в А12, път с две платна, водещи до магистрала М1. Пътят А1 се отделя от магистралата около Лисбърн и продължава на юг, преминавайки границата с Ирландия.

## Ирландия
Двулентовият път продължава в Ирландия като N1, а от графство Лаут – като магистрала под името М1. Пътят върви по магистрала М1 на юг до Дъблин, където в северните покрайнини се включва в околовръстния път на Дъблин, магистрала M50. Нататък трасето върви по M50 през предградията на Дъблин, преди да излезе на магистрала М11 около Шанкиля. М11 продължава като двулентов път N11 южно от Брей в графство Уиклоу. Тази част от пътя преминава през национален парк „Долината на Водопадите“ (Glen of the Downs). След това останалата част от пътя в Ирландия е еднолентов и минава през няколко градчета и селища. N11 отива до Уексфорд, където на гарата извън града се пресича с N25, който идва от Корк. Нататък трасето върви по N25 до крайната точка в Ирландия, Рослър Европорт.
Както и другите европейски пътища, Е01 не е маркирана в Ирландия до 2007 г. Част от пътя, преминаваща покрай Гори, открита през 2007 г., е първата част в Ирландия, която получава обозначение Е01, макар че обозначението се появява само като знаци на самия път, но го няма на други указатели.

## Испания
E01 има две части в Испания. Северната част на трасето преминава от Ферол до Туй на границата с Португалия. Трасето върви по магистрала AP-9 и преминава покрай градовете Ла Коруня, Сантяго де Компостела, Понтеведра и Виго. На границата пътят се пресича от река Миньо в град Туй.

## Португалия
В Португалия пътят се състои от следните части, всяка от които е магистрала:
- А3: Валент (граница) – Брага – Порто
- А1: Порто – Коимбра – Лисабон
- А3: Лисабон – Албуфейра
- А22: Албуфейра – Кащру-Марин (граница)

В сегмента Авейро – Лисабон на пътя А1, Е01 следва същия маршрут, както и Е80. В този участък наименованието Е80 преобладава над обозначението Е01 и последното се появява рядко.

## Испания
Вторият участък на пътя в Испания е между Айямонте на границата с Португалия и Севиля. Трасето върви по магистрала A-49 и минава покрай Уелва. На границата между страните то пресича река Гуадиана.